# 1. Armee (Deutsches Kaiserreich)

Flagge eines Stabes eines Armeeoberkommandos (1871–1918)

Als 1. Armee / Armeeoberkommando 1 (AOK 1) wurden zwei Großverbände und die dazugehörigen Kommandobehörden des deutschen Heeres während des Ersten Weltkrieges (1914–1918) bezeichnet. Sie umfassten jeweils mehrere Armee- oder Reservekorps sowie zahlreiche Spezialtruppen.

## Erste Aufstellung
Als am 2. August 1914 im Deutschen Kaiserreich die Mobilmachung erfolgte, wurden aus den acht vorhandenen Armee-Inspektionen acht Armeen gebildet. Aus der VIII. Armee-Inspektion entstand die 1. Armee, die sich im Raum Aachen versammelte. Oberbefehlshaber des Armeeoberkommandos 1 wurde Generaloberst Alexander von Kluck; Generalstabschef wurde Generalmajor Hermann von Kuhl. Die Armee umfasste im August 1914 folgende Großverbände:

Beabsichtigte Stoßrichtungen der 1.–5. Armee nach dem Schlieffen-Plan 1914

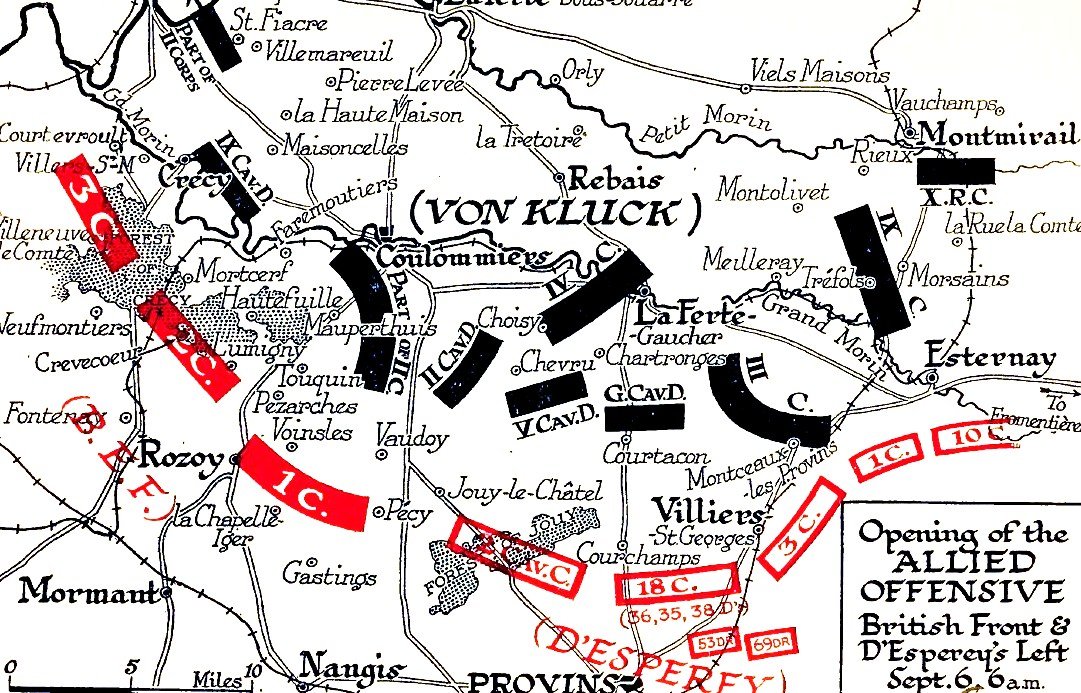
Die 1. Armee während der Marneschlacht am 6. September 1914

| - II. Armee-Korps - III. Armee-Korps - IV. Armee-Korps | - IX. Armee-Korps - III. Reserve-Korps - IV. Reserve-Korps |

Das Armeeoberkommando 1 wurde bei der deutschen Mobilmachung am 2. August 1914 in Stettin aufgestellt und anschließend an die Westgrenze verlegt. Die 1. Armee bildete die nördliche Flügelarmee des deutschen Westheeres und sollte gemäß dem Schlieffen-Plan zusammen mit der 2., 3., 4. und 5. Armee zum umfassenden Angriff gegen die Masse des französischen Heeres vorgehen. Am 18. August 1914 begann die Armee im Zuge des allgemeinen deutschen Vormarsches den Angriff durch Belgien. Sie drängte die belgischen Truppen bis zum 20. August gegen die Festung Antwerpen ab und nahm Brüssel ein. Dabei wurde am 21. August das III. Reserve-Korps unter General Max von Boehn für die Einschließung in Belgien belassen.
In den folgenden Tagen traf die 1. Armee auf die ersten Einheiten der British Expeditionary Force. Diese erlitten in den Schlachten bei Mons und Le Cateau eine Niederlage. In der folgenden Schlacht an der Marne wehrte die 1. Armee Angriffe der französischen 6. Armee östlich von Paris ab. Allerdings entstand dabei eine etwa 40 Kilometer breite Lücke zur deutschen 2. Armee, die von den britischen Truppen ausgenutzt wurde. Am 9. September begann die 1. Armee deshalb ihren Rückzug. Nach dem Ende des „Wettlaufs zum Meer“ befanden sich die Verbände der Armee an der Somme, wo sie an der Front im Stellungskrieg erstarrte. Das Hauptquartier befand sich ab dem 30. September 1914 in Folembray.
Am 27. März 1915 wurde Generaloberst von Kluck bei einer Frontinspektion durch einen Granatsplitter verwundet. Neuer Oberbefehlshaber wurde der General der Infanterie Max von Fabeck, der ursprünglich das neu gebildete Armeeoberkommando 11 hatte übernehmen sollen. Am 17. September 1915 erfolgte schließlich eine Umstrukturierung des deutschen Heeres. Das Armeeoberkommando 1 wurde aus der Westfront herausgelöst und an die Ostfront verlegt, wo es als neues Armeeoberkommando 12 den Befehl über die Verbände der ehemaligen Armeegruppe Gallwitz übernahm. Die bisher im Westen unterstellten Truppen wurden auf die beiden Nachbararmeen aufgeteilt. Damit gab es zunächst keine 1. Armee mehr im deutschen Heer.

## Zweite Aufstellung
Am 1. Juli 1916 begannen die britischen Truppen ihre lange vorbereitete Offensive gegen die deutsche 2. Armee (→ Schlacht an der Somme) des Generals der Infanterie Fritz von Below. Nach einigen Erfolgen der britischen Verbände entschloss sich die Oberste Heeresleitung zu einer Umstrukturierung in diesem Kampfabschnitt. Am 19. Juli 1916 teilte sie die deutschen Truppen im betreffenden Bereich. Alle Kräfte nördlich der Somme wurden als neue 1. Armee zusammengefasst und blieben dem bisherigen Armeeoberkommando 2 unterstellt. Dieses wurde nach wie vor von General von Below befehligt, aber nunmehr in Armeeoberkommando 1 umbenannt. Generalstabschef war Oberst Fritz von Loßberg. Die deutschen Truppen südlich der Somme kamen als 2. Armee unter den Befehl eines neuen Armeeoberkommandos unter General von Gallwitz und dessen Generalstabschef Oberst Bernhard Bronsart von Schellendorff.
Während der Rückzugsbewegung Alberich räumte die 1. Armee die Stadt Bapaume und gab alle Gebiete nördlich der Somme bis ins südliche Vorfeld von Arras auf. Ende März 1917 stand die Armee kurzfristig im westlichen Vorfeld von Cambrai, übergab ihren Abschnitt aber bereits Anfang April an das AOK 2. Das Hauptquartier der 1. Armee befand sich dabei kurzfristig in Bourlon und Solesmes, nach der Verlegung an die Aisnefront verlegte man es ab 12. April 1917 nach Rethel.
Die 1. Armee wurde am 16. April zwischen der 7. und 3. Armee an der Aisnefront eingeschoben und unterstand ab diesem Zeitpunkt der Heeresgruppe Deutscher Kronprinz. Während der am gleichen Tag begonnenen zweiten Schlacht an der Aisne verfügte die Armee zur Abwehr französischer Massenangriffe im nördlichen Reimser Vorfeld über vier Korpsgruppen:
- Gruppe Aisne (Gardekorps)
- Gruppe Brimont (X. Reserve-Korps)
- Gruppe Reims (VII. Reserve-Korps)
- Gruppe Prosnes (III. Armee-Korps)[6]

General Below führte Ende Mai 1918 bei der deutschen Frühjahrsoffensive unterstützende Angriffe nördlich Reims durch. Er hatte das Kommando über die Armee fast zwei Jahre lang innegehabt, bevor er im Juni 1918 durch General der Infanterie Bruno von Mudra abgelöst wurde. In den letzten Kriegsmonaten befehligten schließlich noch die Generäle Otto von Below und Magnus von Eberhardt die in andauernden Rückzugskämpfen stehende Armee. Am 8. Oktober 1918 musste das Hauptquartier in Rethel aufgegeben werden, nach Beendigung des Krieges befand es sich ab dem 24. November 1918 zur Abwicklung des Rückzuges noch in Neuwied.